# Rodolfo IV de Hachberg-Sausenberg
Rodolfo IV de Hachberg-Sausenberg (em alemão:  Rudolf IV. von Hachberg-Sausenberg; Lörrach, 1427 - 1487) foi um nobre do século XV que apesar da sua origem alemã (pertencia à Casa de Zähringen), a sua política aproximou-o do Reino de França e do Ducado da Borgonha onde era conhecido por Rodolfo de Hochberg ou Rodolfo, Marquês de Rothelin.
Rodolfo era filho mais velho do marquês Guilherme de Hachberg-Sausenberg e de sua mulher Isabel de Montfort-Bregenz. Governou a Marca de Hachberg-Sausenberg a partir de 1441, e o Condado de Neuchâtel a partir de 1447.

## Biografia
Em 1441, o pai de Rodolfo abdicou em favor dele e de seu irmão mais novo Hugo.
Por serem ambos menores, é o conde João de Friburgo, primo do pai, que exerce o governo como regente . Hugo morreu em 1444 pelo que Rodolfo permanece como único marquês.

### O construtor
Rudolfo IV continuou a obra do seu pai quer construindo novos castelos, como o de Badenweiler, quer ampliando castelos já existentes, como o de Rothelin.
Entre 1479 e 1482, ele reconstruiu a igreja na cidade de Schopfheim, que fora consumida por um incêndio. Para além das igrejas de Rothelin e Egringen, também mandou construir uma nova igreja no mosteiro de Weitenau.

### Expansão dos domínios
O conde João de Friburgo e a sua esposa Maria de Chalon, tiveram seis herdeiros, mas todos morreram na infância . Assim, em 8 de setembro de 1444, o conde João de Friburgo, soberano de Friburgo e de Neuchâtel dá a região de Badenweiler, incluindo o castelo de Badenweiler aos seus sobrinhos, Rudolfo IV e Hugo.
As regiões de Badenweiler, de Rothelin e Hachberg-Sausenberg formam, então, um domínio contínuo entre as cidades de Friburgo, a norte, e Basileia, a sul. 
Três anos depois, em 1447, João de Friburgo cedeu o Condado de Neuchâtel, incluindo o castelo da cidade, a Rodolfo IV. Após a morte de João, a 19 de fevereiro de 1458, Rodolfo IV herdou ainda outras possessões no Condado da Borgonha.

### O Diplomata
Em 1451 e 1452, Rodolfo IV acompanhou o imperador Frederico III na sua viagem a Roma para sua coroação. Em 1454, o duque Filipe III da Borgonha, o Bom, honra-o com uma visita ao castelo de Rothelin. Em 1458, foi nomeado conselheiro e camareiro da corte do Duque da Borgonha, onde era conhecido por  Marquês de Rothelin . Em 1467, o duque Carlos, o Temerário, nomeou-o governador do Ducado do Luxemburgo. Em 1468, ele arbitrou um conflito entre o duque Sigismundo da Áustria e a Confederação dos VIII cantões.

### Salvaguarda das possessões em Baden
Rodolfo IV estava ciente da sua posição de fragilidade como vassalo do Império Germânico, por um lado, e dos seus interesses na Borgonha, por outro. Para manter o património familiar em Baden, entrou em negociações com o margrave Carlos I de Baden-Baden. Pouco antes da morte de Rodolfo IV, o neto de Carlos I, Filipe I, filho de Cristóvão I, permaneceu na corte de Rodolfo . As negociações não tiveram sucesso durante a vida de Rodolfo IV, mas o seu filho e herdeiro, Filipe de Hachberg-Sausenberg continuou as negociações com Cristóvão I. Finalmente, a 31 de Agosto de 1490, foi estabelecido um tratado de herança recíproca, conhecido como "Acordo de Rothelin". 
O objetivo era o casamento do filho de Cristóvão I, Filipe I de Baden, com a herdeira de Filipe de Hachberg-Sausenberg, Joana de Hochberg, casamento que não se veio a realizar dadas as pressões políticas do rei de França..
Contudo, em 1503, Cristóvão acabou por conseguir unir todos os territórios de Baden quando Filipe de Hachberg-Sausenberg, morreu sem herdeiro masculino, o que permitiu a reunificação de todo o Baden.

## Casamento e descendência
Em 1446 Rodolfo IV casou com Margarida de Vienne, neta de Guilherme de Vienne. O dote da mulher incluiu os direitos sobre o castelo de  Sainte-Croix e outras territórios na Borgonha. Deste casamento nascem três filhos:
- Fillipe (Philippe), que sucedeu ao pai nos feudos familiares;
- Catarina (Catherine) (1450-1498), casou com Filipe de Neuchâtel, senhor de Fontenoy;
- Bárbara (Barbe) (+1565) casou em primeiras núpcias com Filipe de Beauvoir, Sr. de Chastellux; casou em segundas núpcias com Filipe de Champignolles, senhor de Villemolin.

Rodolfo teve ainda um filho natural:
- Olivier de Hochberg (Ca. 1484-1558). Legitimado em 1495, Senhor de Sainte-Croix, Prior e conselheiro do rei Henrique II de França.

## Galeria

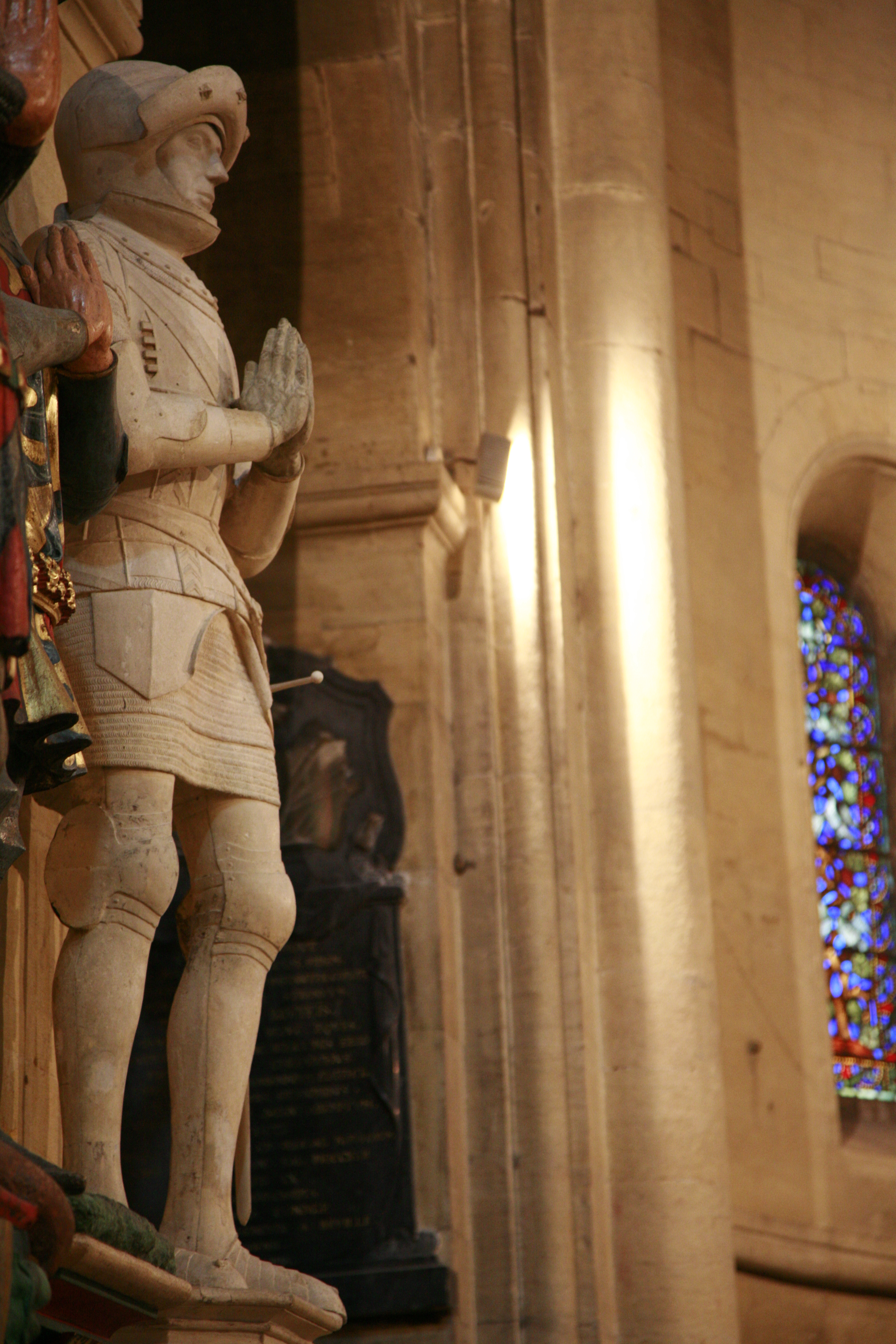
Estátua de Rodolfo na igreja da Colegiada, em Neuchâtel.
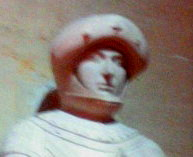
Cabeça de estátua de Rodolfo IV
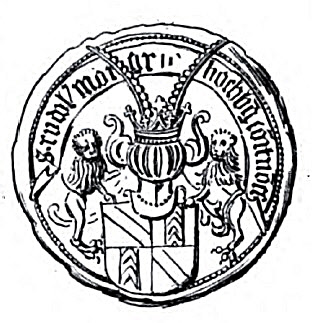
Selo de Rodolfo IV como conde de Neuchâtel
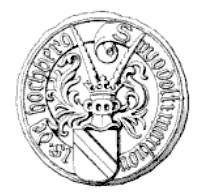
Selo de Rodolfo IV como marquês de Hachberg-Sausenberg
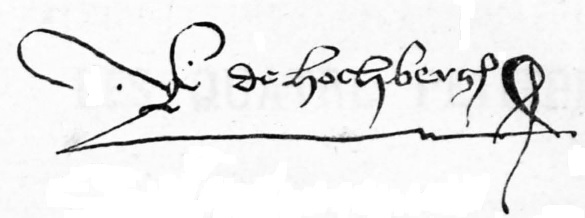
Assinatura de Rodolfo IV
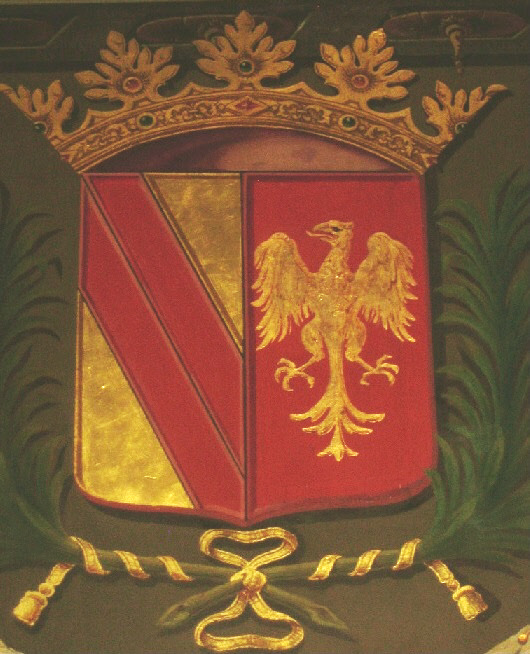
Brasão com as Armas de Rodolfo (Baden, à esquerda) e de sua mulher (Vienne, à direita).
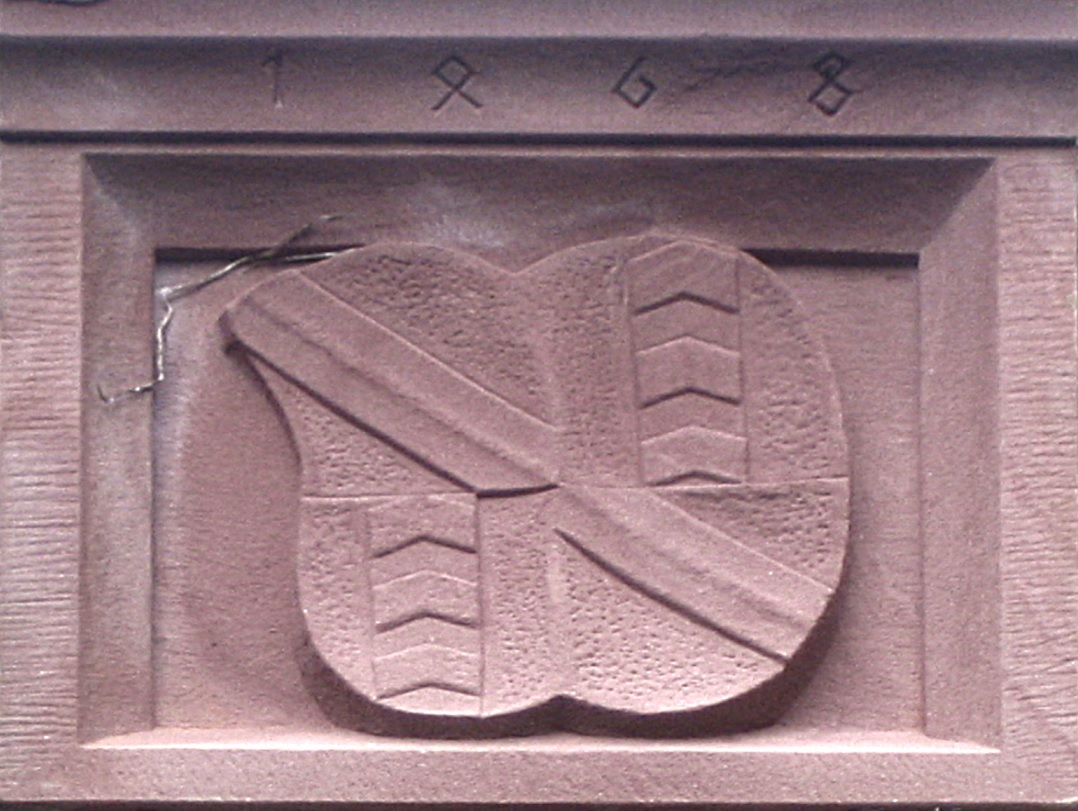
Brasão de armas esculpido

## Ligações eternas
- Genealogia de Rodolfo IV de Hachberg-Sausenberg (euweb.cz);
- Ficha biográfica de Rodolfo IV de Hachberg-Sausenberg (rodovid.org).